# Succowia balearica
Succowia balearica — вид рослин родини Капустяні (Brassicaceae).

## Морфологія
Стебла завдовжки 20–70 см, звивисті, злегка скручені, гіллясті. Суцвіття — кластери з 10–40 квітів. Пелюстки 7–10 мм. Насіння 2–2,5 мм, коричневе.

## Поширення
Батьківщина. Південна Європа: Франція, Іспанія, Італія, Мальта; Північна Африка: Марокко. Росте на пасовищах, укосах, уступах, на висоті 0–600 метрів.